# Museo de Anzoátegui
El Museo de Anzoátegui (antes también llamado Museo de la Tradición) es un museo fundado en 1969 localizado en una casa colonial, compuesta por salones y un patio central, de la Plaza Boyacá de la ciudad de Barcelona la capital del Estado Estado Anzoátegui al noreste de Venezuela. Se trata de un museo público de vocación histórica, etnográfica y artística, en el se exponen piezas precolombinas, pinturas, cerámicas y armas usadas durante la época colonial y la guerra de independencia. En el museo también se encuentra la sede de la Sociedad Bolivariana y una biblioteca.